# 巨大仏

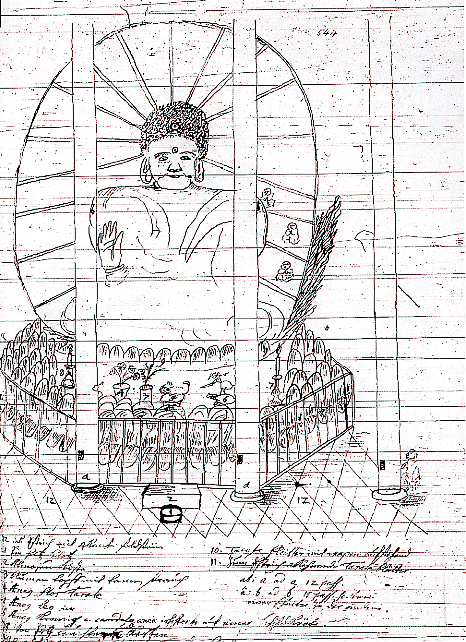
エンゲルベルト・ケンペルによる方広寺大仏(京の大仏)のスケッチ。豊臣秀吉が方広寺大仏を発願し、その後相次ぐ天災のため損壊と再建が繰り返されたが、それらの大仏は文献記録によれば、6丈3尺(約19m)とされ、東大寺大仏の高さ(14.7m)を上回り、大仏としては日本一の高さを誇っていた。

巨大仏（きょだいぶつ）は、大きな仏像を指す「大仏」のなかでも特に大きなものを指す日本語の表現である。もともとは、バーミヤンの石仏などに言及する場合などに用いることがあったが、特に、20世紀に日本各地で建造された屋外の巨大建築物としての仏像類について、この表現で言及することがある。本項目では、この限定された意味での用例について述べる。
どのくらいの大きさの仏像を「巨大仏」とするかという明確な基準は特にないが、ランドマーク研究者で巨大観音像を研究している高崎経済大学名誉教授の津川康雄は『宗教的ランドマークとその要件　－大観音像を例として－』において25m以上を基準としている。宮田珠己は『晴れた日には巨大仏を見に』において「厳密な理由はないが、ウルトラマンよりデカいというのが一応の目安だ」とし、40m以上のものを対象とする旨を述べている。この基準によって宮田が取り上げた巨大仏は、（厳密には仏像ではない親鸞聖人大立像を含め）14件であった。そのうち恵山釈迦涅槃像は後に札幌に移設されて佛願寺大涅槃像となっている。

## 一覧
| 名称                                  | 寺院名/施設名                                           | 所在地             | 像の種類           | 姿勢   | 高さ             | 竣工                        | 画像       |
| ------------------------------------- | ------------------------------------------------------- | ------------------ | ------------------ | ------ | ---------------- | --------------------------- | ---------- |
| 牛久大仏 （牛久阿弥陀大佛）           | 牛久浄苑                                                | 茨城県牛久市       | 阿弥陀如来         | 立像   | 120.0m           | 1993年                      |            |
| 仙台大観音 （仙台天道白衣大観音）     | 大観密寺                                                | 宮城県仙台市泉区   | 白衣観音           | 立像   | 100.0m           | 1991年                      |            |
| 世界平和大観音像                      | 平和観音寺 （非宗教法人：閉館）                         | 兵庫県淡路市       |                    | 立像   | 100.0m           | 1991年 〜2022年（解体済み） |            |
| 北海道大観音                          | 天徳育成会 （旧北の京・芦別）                           | 北海道芦別市       |                    | 立像   | 88.0m            | 1989年                      |            |
| 加賀大観音                            | 観音院加賀寺（レジャー施設）                            | 石川県加賀市       |                    | 立像   | 73.0m            | 1988年                      |            |
| 小豆島大観音                          | 小豆島大観音佛歯寺 （通称）仏歯寺                       | 香川県小豆郡土庄町 | 聖観音             | 立像   | 非公表 （68m ?） | 1994年                      |            |
| 久留米大観音 （救世慈母大観音）       | 大本山成田山久留米分院                                  | 福岡県久留米市     |                    | 立像   | 62.0m            | 1982年                      |            |
| 会津慈母大観音                        | 会津村（法國寺会津別院） （宗教法人運営のレジャー施設） | 福島県会津若松市   |                    | 立像   | 57.0m            | 1987年                      |            |
| 東京湾観音                            | 東京湾観音教会                                          | 千葉県富津市       |                    | 立像   | 56.0m            | 1961年                      |            |
| うさみ大観音 （世界平和大観音）       | うさみ観音寺                                            | 静岡県伊東市       |                    | 坐像   | 50.0m            | 1982年                      |            |
| 釜石大観音                            | 釜石大観音                                              | 岩手県釜石市       | 魚籃観音           | 立像   | 48.5m            | 1970年                      |            |
| 高崎白衣大観音                        | 高野山真言宗慈眼院                                      | 群馬県高崎市       |                    | 立像   | 41.8m            | 1936年                      |            |
| 七つ釜聖観音                          | 長崎西海楽園（2007年閉鎖）                              | 長崎県西海市       |                    | 立像   | 40.0m            | 1990年                      | 福岡に移設 |
| 親鸞聖人大立像                        | 西方の湯                                                | 新潟県胎内市       | 狭義の仏像ではない | 立像   | 40.0m            | 1990年                      |            |
| 佛願寺大涅槃像 （旧・恵山釈迦涅槃像） | 舎利山佛願寺大涅槃聖堂                                  | 北海道札幌市南区   |                    | 涅槃像 | 全長45m          | 2005年 （移設）             |            |
| 恵山釈迦涅槃像                        | 恵山モンテローザ（1998年閉鎖）                          | 北海道函館市       |                    | 涅槃像 | 11m 全長45m      | 1988年 〜2003年             |            |
| 篠栗釈迦涅槃像                        | 南蔵院                                                  | 福岡県糟屋郡篠栗町 |                    | 涅槃像 | 11.0m 全長41m    | 1995年                      |            |